# Александров Павло Сергійович
Павло́ Сергі́йович Алекса́ндров (нар. 25 квітня (7 травня) 1896, Ногінськ, нині Московської області — 16 листопада 1982, Москва) — російський та український радянський математик. Академік АН СРСР (1953). Герой Соціалістичної Праці (1969).

## Біографічні відомості
1917 року закінчив Московський університет. Студент Дмитра Єгорова та Миколи Лузіна. У 1923–1924 роках разом з Урисоном відвідував Геттінгенський університет, де співпрацював з Гільбертом, Курантом та Нетер.
Професор Московського університету (з 1929), віце-президент Міжнародної математичної асоціації (з 1958).
Відомий працями з теорії множин і топології. Створив теорію бікомпактних просторів, методи комбінаторного (алгебраїчного) дослідження множин і просторів; йому належать заг. закони двоїстості, розробка теорії розмірності та ін.
До 1941 року протягом ряду років Александров працював за сумісництвом у Дніпропетровському університеті. Обраний іноземним членом низки зарубіжних академій.

## Відзнаки та нагороди
- Сталінська премія, 1943.
- Нагороджено орденом Леніна.

Також його ім'ям названо астероїд 16810 Павелалександров.